# MeRA25
„Европейски реалистичен фронт на неподчинение“ (на гръцки: Μέτωπο Ευρωπαϊκής Ρεαλιστικής Ανυπακοής) или накратко МеРА25 (на гръцки: ΜέΡΑ25) е лява гръцка политическа партия, основана през 2018 г. от Янис Варуфакис. MeRa25 е част от Движението за демокрация в Европа 2025 (DiEM25), Европейската пролет и Прогресивния интернационал. Движението поставя хоризонт до 2025 г. за изготвяне на демократична конституция, която да замени всички европейски договори, които са в сила към 2018 г. Партията не успява да спечели депутатски места на изборите за Европейски парламент през 2019 г. и 2024 г. Партия със същото име – МеРА25, партньор на гръцката партия, е основана в Германия през 2021 г.

## История
MeRA25 е основана на 27 март 2018 г. от бившия гръцки министър на финансите Янис Варуфакис. Създаването на партията е обявено по време на специално събитие в Атина. През декември 2018 г. бившият член на СИРИЗА и евродепутат София Сакорафа се присъединява към партията.
Партията участва в изборите за Европейски парламент през 2019 г. като част от DiEM25, но не успява да спечели депутатски места. На парламентарните избори в Гърция през 2019 г. MeRA25 печели девет места и 3,44% от гласовете.
MeRA25 участва в гръцките парламентарни избори през май 2023 г. като част от „Алианс за разрив“, коалиция с друга лява партия – „Народно единство“. Коалицията издига като свой основен лозунг „За първи път разрив“. „Алианс за разрив“ получава по-малко от 3% от гласовете и не преминава прага за получаване на места в гръцкия парламент. Лидерът на партията Янис Варуфакис публикува изявление, в което обвинява ръководството на Сириза за победата на консерваторите и заявява, че „Нашето собствено поражение тази вечер ще бъде поставено под микроскопа на нашата строга самокритика“. На следващите предсрочни избори през юни 2023 г. делът на гласовете на MeRA25 намалява още повече, получавайки 2,5% от гласовете, като Варуфакис пуска друго изявление, обвинявайки резултата в липсата на прогресивен фронт, твърдейки, че резултатът е „опровергаване на наратива, че MeRA25 се разпада“ и заявявайки, че „Нашият народ никога не се е нуждаел от такава левица в парламента повече, отколкото сега. И никога такава левица не е липсвала толкова в парламента.“
MeRA25 участва на изборите за Европейски парламент през 2024 г., където не успява да избере евродепутат или да достигне прага от 3%.

## Наименование
Името на партията μέρα (mera) означав „ден“ на гръцки, което е израз на връзката с DiEM25 (от латинското diem – „ден“).

## Позиции
Партията се представя като съюз на " леви, зелени и либерални гърци", стоящи на основата на европейския интернационализъм, икономическа рационалност и социална еманципация. Той планира да въведе „Европейски зелен нов курс “, за да разреши постмодерната версия на Голямата депресия.
В Гърция нейните основни седем предложения за законодателна политика са:
- Преструктуриране на държавния дълг

- Намаляване на първичните излишъци

- Създаване на дружество за преструктуриране на публичен дълг

- Общото намаляване на данъчните ставки

- Създаване на публична платформа за дигитални плащания

- Превръщане на HRADF в банка за развитие

- Зачитане на платения труд и творческото предприемачество.